# Grandići (Barban)
Pour les articles homonymes, voir Grandići.
Grandići (en italien : Grandici) est une localité de Croatie située en Istrie, dans la municipalité de Barban, dans le comitat d'Istrie. En 2001, la localité comptait 123 habitants.

## Démographie
| 1948 | 1953 | 1961 | 1971 | 1981 | 1991 | 2001 |
| ---- | ---- | ---- | ---- | ---- | ---- | ---- |
| 159  | 173  | 177  | 165  | 157  | 131  | 123  |